# Puebla de Guzmán

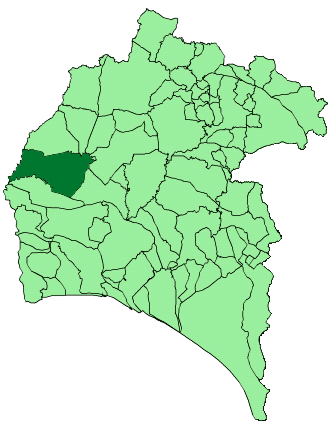
Localização de Puebla de Guzmán

Puebla de Guzmán é um município raiano da Espanha na província de Huelva, comunidade autónoma da Andaluzia, de área 337 km² com população de 3080 habitantes (2011) e densidade populacional de 9,13 hab/km².
O município é composto por dois núcleos urbanos: Puebla de Guzmán e Las Herrerías.

## Demografia
| Variação demográfica do município entre 1991 e 2004 | Variação demográfica do município entre 1991 e 2004 | Variação demográfica do município entre 1991 e 2004 | Variação demográfica do município entre 1991 e 2004 |
| --------------------------------------------------- | --------------------------------------------------- | --------------------------------------------------- | --------------------------------------------------- |
| 1991                                                | 1996                                                | 2001                                                | 2004                                                |
| 3202                                                | 3275                                                | 3196                                                | 3131                                                |

## História
O castelo de Alfajar (Alfajar de Pena) foi conquistado no século XIII por forças portuguesas, durante o reinado de D. Sancho II de Portugal. O castelo ficaria situado na colina da igreja, no centro de Puebla de Guzmán.

## Locais de interesse
A mina de Las Herrerías, situada quatro quilómetros a oeste de Puebla de Guzmán em plena Faixa Piritosa Ibérica, funcionou desde finais do século XIX até à década de 80 do século XX. Durante os anos de maior laboração, a produção era escoada por caminho-de-ferro para o porto mineiro de Puerto de La Laja no Rio Guadiana.
A Ermida da Virgen de la Peña, datada do século XV, é um local de romaria situado quatro quilómetros a leste de Puebla de Guzmán, no topo de uma colina. Segundo algumas fontes, o castelo de Alfajar estaria aí situado.